# Урал (завод, Соликамск)
АО «Соликамский завод Урал» — один из крупнейших военно-промышленных заводов в Российской Федерации.
Отрасль: Промышленность боеприпасов и спецхимии. Подотрасль: Производство взрывчатых веществ и промышленной взрывчатки. Входит в состав государственной корпорации Ростех.

## Направления деятельности

### Военные
- Заряды пороховые метательные и их элементы к боеприпасам различного класса,
- Заряды твёрдотопливные и их элементы для двигателей реактивных боеприпасов различного класса,
- Спецхимия,
- Порох (разные виды).

### Гражданские
- Порох для охотничьих патронов,
- Бытовая и промышленная химия:
  - эмали,
  - шпатлёвки,
  - грунтовки,
  - лаки,
  - растворители
- Рукава высокого давления для гидросистем,
- Сырые резиновые смеси, изделия из пластмасс,
- и др.

## История
- 6 июня 1941 года — постановлением Совнаркома СССР № 1510-661 принято решение о строительстве завода под номером №577.
- Октябрь 1941 года — начато строительство.
- 8 августа 1942 года получена первая продукция, что считается днём основания завода.
- 24 августа 1942 года Комиссия Наркомата боеприпасов СССР приняла часть завода в эксплуатацию.
- 1 января 1943 года завершён первый этап строительства завода.
- 1943—1945 — в годы войны порохами завода оснащено: 2655600 комплектов зарядов для «Катюш», 192600 комплектов зарядов для 100-миллиметровых пушек, 11871500 комплектов зарядов для 82-миллиметровых миномётов и 1592400 комплектов зарядов для 120-миллиметровых миномётов.
- 1951 год — завершена послевоенная реконструкция, сдан в эксплуатацию цех №3.
- 18 августа 1955 года принято решение о наращивании мощности завода за счёт строительства ТЭЦ, нового нитроузла и других объектов.
- 1 ноября 1966 года заводу присвоено наименование «Урал».
- 1968 год — освоен выпуск новых зарядов, в том числе пороховых зарядов для средств катапультирования всех типов военных самолётов.
- 4 мая 1985 года — за заслуги в обеспечении армии боеприпасами в годы Великой Отечественной войны и к 40-летию Победы Указом Президиума Верховного Совета СССР завод «Урал» награждён орденом Отечественной войны I степени.
- 1986 год — завершено расширение завода: сданы в эксплуатацию азотная станция, две компрессорные станции, третий блок здания 47/10.
- 1988—1990 годы — введена в сторой поточно-механизированная линия сборки зарядов, освоено производство новых видов эмалей и лаков и другой гражданской продукции: полиэтиленовых пакетов, клеевой ленты, преобразователя ржавчины, пылесосных полиэтиленовых рукавов.
- 1993 год — расширена номенклатура производства гражданской продукции: охлаждающей жидкости «Тосол», линолеума ПВХ, алкидных красок, грунтовок, шпатлевок и др.[2]
- 2 октября 2002 года завод зарегистрирован как ФГУП.[3]
- 19 декабря 2011 года завод преобразован в АО «Соликамский завод Урал».[3]

## Санкции
12 июня 2024 года, на фоне российско-украинского конфликта, завод попал в блокирующий санкционный список США против сектора оборонной промышленности как производитель пороха и взрывчатых веществ.

## Соцкультбыт
В 1955 году построили больничный комплекс, пять жилых домов, начали строительство Дома культуры. Завод «Урал» первым в городе ликвидировал построенные в годы войны бараки и переселил своих работников в новое благоустроенное жильё.
Соликамские объекты социально-культурного назначения в ведении завода «Урал»:
- Дом культуры,
- Дом спорта,
- плавательный бассейн,
- стадион с футбольным полем,
- профилакторий,
- база отдыха на озере Редикор.

Заводская спортивно-досуговая сфера доступна для всех гостей и жителей Соликамска.